# 霍金斯 (愛達荷州)
霍金斯（英語：Hawkins）是位於美國愛達荷州班諾克縣的一個非建制地區。該地的面積和人口皆未知。

## 地理
霍金斯的座標為42°32′37″N 112°20′32″W / 42.54361°N 112.34222°W，而該地的平均海拔高度為1609米（即5279英尺）。